# DTS Ede

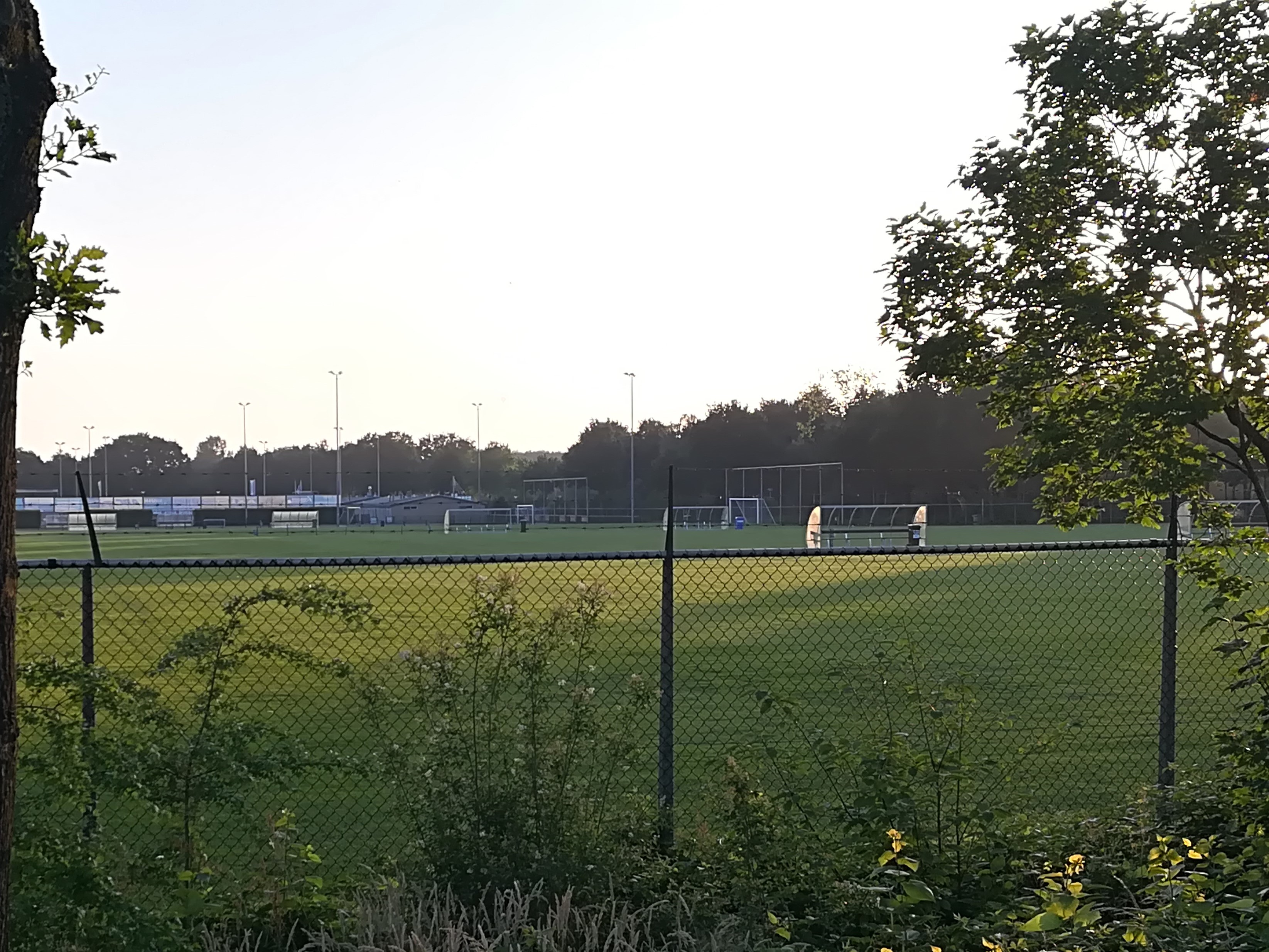
DTS-velden

DTS Ede (Door Training Sterk Ede) is een amateurvoetbalvereniging uit Ede Gelderland, Nederland, opgericht op 12 maart 1935. De clubkleuren zijn blauw en wit. Tot het seizoen 2010/11 heette de club DTS '35. Het aantal leden bedraagt ongeveer 1.300.
De club speelt haar thuiswedstrijden op het "Sportpark Inschoten", waar zeven wedstrijdvelden (waarvan drie kunstgrasvelden) en drie pupillenvelden (waarvan één kunstgrasveld) in eigendom zijn. Het hoofdveld, dat sinds 2010 een kunstgrasveld is, beschikt aan één lange zijde over een tribune met 216 zitplaatsen, die ook in 2010 in gebruik is genomen. DTS heeft een samenwerkingsverband met SBV Vitesse.

## Mannen

### Standaardelftal
Het standaardelftal van de Oostelijke club speelde in het seizoen 2021/22 in de Eerste klasse zaterdag van het KNVB-district Oost.
DTS speelde van 1981/82-1984/85 voor de eerste keer op het hoogste amateuriveau in de zaterdagafdeling, het kwam toen uit in de Eerste klasse. In het seizoen 1996/97 bereikte DTS via promotie vanuit de Tweede klasse voor de tweede keer het hoogste amateurniveau en voor de eerste keer de Hoofdklasse die dat seizoen de Eerste klasse verving als hoogste amateurniveau in de zaterdagafdeling. Dit verblijf duur een enkel seizoen. Na dertien seizoenen, afwisselend spelend in de Eerste- en Tweede klasse en met een seizoen (2005/06) in de Derde klasse, keerde DTS in het seizoen 2010/11 weer via promotie terug in de Hoofdklasse. Doordat in dat seizoen ook de Topklasse werd geïntroduceerd, bleef DTS Ede actief op het een na hoogste amateurniveau. Weer verbleef DTS een enkel seizoen in deze klasse, maar wist in het seizoen 2011/12 middels het klasse kampioenschap direct weer te promoveren. Voor de derdemaal verbleef DTS Ede een enkel seizoen in de Hoofdklasse.

#### Erelijst
kampioen Eerste klasse: 2012
kampioen Tweede klasse: 1981, 2000, 2008
kampioen Derde klasse: 1969, 1979, 1991, 2006
kampioen Vierde klasse: 1956, 1957, 1961, 1964

#### Competitieresultaten 1953–heden
| 8 4A |

| 4 4A |

| 3 4A |

| 1 4A |

| 1 4A |

| 8 3A |

| 10 3A |

| 10 3A |

| 1 4A |

| 5 4A |

| 6 4A |

| 1 4A |

| 12 |

| 3 4A |

| 2 4A |

| 3 4A |

| 1 3A |

| 4 3A |

| 8 3A |

| 9 3A |

| 6 3A |

| 2 3A |

| 3 3A |

| 2 3A |

| 7 3A |

| 8 3A |

| 1 3A |

| 5 2D |

| 1 2D |

| 10 1A |

| 14 1B |

| 12 1B |

| 13 1B |

| 2 2D |

| 2 2D |

| 8 2D |

| 10 2D |

| 3 3A |

| 1 3A |

| 4 2D |

| 3 2D |

| 9 2D |

| 5 2D |

| 4 2C |

| 14 B |

| 11 1A |

| 5 2B |

| 1 2I |

| 9 1D |

| 8 1D |

| 10 1A |

| 2 2I |

| 10 2I |

| 1 3A |

| 2 2I |

| 1 2G |

| 7 1D |

| 6 1D |

| 14 B |

| 1 1D |

| 14 A |

| 9 1D |

| 8 1A |

| 5 1D |

| 5 1A |

| 3 1C |

| 5 1D |

| -- 1D |

| -- 1D |

| 4 1D |

| 3 1D |

| 1G |

| Hoofdklasse | Eerste klasse | Tweede klasse | Derde klasse | Vierde klasse |

In elke staaf van de grafiek staat van boven naar beneden vermeld: 
- Eindnotering

Dit is de positie die de club heeft bereikt in de competitie, zonder eventuele beslissings-, play-off- of nacompetitiewedstrijden die nodig zijn geweest om bijvoorbeeld de kampioen van de competitie te bepalen.
Indien een * achter het getal staat is de notering een tussenstand en kan het zijn dat de notering niet overeenkomt met de uiteindelijke eindstand van de competitie.
Staat er een - dan is het seizoen nog bezig en is er geen definitieve uitslag bekend.
Staat er xx op de positie van de notering, dan heeft de club vroegtijdig de competitie verlaten. Dit kan onder andere komen door terugtrekking van het team, faillissement van de club of door een uitgedeelde straf van de KNVB. In veel gevallen staat elders in het artikel de reden vermeld.
Staat er een ? dan is het resultaat uit het verleden onbekend, en is alleen de competitie of het niveau bekend van dat seizoen.
In de seizoenen 2019/20 en 2020/21 werd wegens de coronacrisis het amateurvoetbal afgebroken. Daardoor kennen deze staven geen eindklassering (middels -- weergegeven).
- Competitieniveau en afdelingsletter of Officiële eindstand Eredivisie
  - Competitieniveau en afdelingsletter

Hierbij geeft het getal het niveau weer, dat ook terug te vinden is in de legenda. De letter is de afdelingsaanduiding en wordt gebruikt wanneer er meer afdelingen zijn op hetzelfde niveau. De afdelingsletter is altijd een hoofdletter en wordt meestal zonder nummer gebruikt.
Voorbeeld: 2F is niveau 2e klasse competitie F.
Het competitieniveau en nummer wordt niet vermeld wanneer er slechts één competitie van dit niveau was.
  - Officiële eindstand Eredivisie (getal staat tussen haakjes vermeld)

Sinds de introductie van play-offwedstrijden voor Europees voetbal na afloop van de reguliere competitie in 2005/06, is de KNVB verplicht een eindstand van de Eredivisie door te geven aan de UEFA aan de hand van deze play-offwedstrijden.
Bij deze eindstand staan clubs die zich hebben gekwalificeerd voor Europees voetbal hoger dan clubs die zich niet wisten te kwalificeren. Indien er geen verschil was tussen de eindnotering en de officiële eindstand, staat dit getal niet vermeld.

- Onderafdeling

Hier staat afgekort de naam van de onderafdeling indien de club in dat jaar in een onderafdeling uitkwam. Tevens staat deze afkorting in de legenda en wordt gelinkt naar het artikel over deze onderafdeling. Deze afkorting wordt alleen vermeld wanneer de club in het verleden in verschillende onderafdelingen heeft gespeeld. Deze vermelding is in de staaf altijd in kleine letters. Deze onderafdelingen zijn na het seizoen 1995/96 afgeschaft. Heeft de club in slechts één onderafdeling gespeeld, dan is dit alleen terug te vinden in de legenda.
Onder de staaf staat het jaartal vermeld waarin het seizoen is afgesloten. 15 verwijst naar het seizoen 2014/15 of eventueel het seizoen 1914/15.
Wanneer een staaf leeg is, zijn deze gegevens niet bekend. Het kan ook zijn dat de club dat seizoen niet heeft meegespeeld op het hogere amateurniveau, vroegtijdig de competitie heeft verlaten of uit de competitie is gezet.

In het seizoen 1944/45 was er wegens de Tweede Wereldoorlog geen regulier competitievoetbal.

### Bekende (oud-)spelers
- Shapoul Ali
- Shutlan Axwijk

## Vrouwen
Het eerste vrouwenelftal speelde van 2004/05-2010/11 zeven seizoenen in de Eerste klasse. In het seizoen 2011/12 kwam het een seizoen uit in de Hoofdklasse waar het middels het klassekampioenschap van de zaterdagafdeling door stootte naar de Topklasse, het hoogste niveau onder de (semi-professionele) Eredivisie.

### Erelijst
kampioen Topklasse: 2016, 2019